# История пьяного мастера
«История пьяного мастера» (иер. трад. 醉俠蘇乞兒, упр. 醉俠苏乞儿, кант.-рус.: Чёй хап Соу Хат И, буквально: «Пьяный рыцарь нищий Соу») — гонконгский комедийный фильм с боевыми искусствами режиссёров Нгай Хойфун и Ву Пхана 1979 года. Фильм также известен под названием «Благословение старому вину».

## Сюжет
Нищий Соу преподаёт своё искусство кунг-фу своим ученикам — Камфа и Чхён. В прошлом, враг нищего, Чань Пиу, и его брат, Пантера, начинают создавать проблемы для Соу и вынуждают его переехать. Чань Пиу и его брат прибывают в город. Он помогает владельцу казино жениться на Камфа против её воли, что приводит к противостоянию между давними врагами.

## В ролях
- Шерон Ён[англ.] — Ён Камфа
- Казанова Вон[англ.] — Чивай
- Юнь Сиутхинь — нищий Соу[англ.]
- Юнь Лункхёй — Чхён
- Ям Сайкунь[кит.] — Чань Пиу
- Дин Сэк[англ.] — молодой господин Сэк
- Джонни Чён — владелец казино
- Сань Куай[кит.] — Пантера
- Ма Цзяньтан — нищий на вечеринке
- Май Кэй — дилер казино / мускулистый парень
- Фун Кинмань[англ.] — дядя Кхау
- Ван Ханьчэнь — работник казино
- Вон Тхитхун
- Че Тэй — помощник Чань Пиу на складе

## Съёмочная группа
- Компания: Golden Tripod Film Co., Hong Kong
- Продюсер: Си Чхиуям
- Режиссёр: Нгай Хойфун, Ву Пхан[англ.]
- Сценарист: Нгай Хойфун, Лён Чёк
- Ассистент режиссёра: Вон Тхитхун, Лён Чёк
- Постановка боевых сцен: Лиу Хокмин, Лам Муньва, Юнь Лункхёй, Джонни Чён, Соу Хоньсан, Лоу Куоквай
- Монтаж: Чен Кхён[кит.]
- Оператор: Чхёй Ямъюк
- Дизайнер по костюмам: Лэй Кхэй
- Композитор: Чау Фуклён

## Кассовые сборы
После девяти дней кинопроката в Гонконге, проходившего с 7 по 15 июня 1979 года, общая сумма кассовых сборов составила 1 604 178,9 HK$.